# Окружность Аполлония

не зависит от.

Окружности Аполлония. Каждая голубая окружность пересекает каждую красную под прямым углом. Каждая красная окружность проходит через две точки (C и D), и каждая голубая окружность окружает только одну из этих точек

Окружность Аполло́ния — геометрическое место точек плоскости, отношение расстояний от которых до двух заданных точек — величина постоянная, не равная единице.
Биполярные координаты — ортогональная система координат на плоскости, основанная на кругах Аполлония.

## Определение
Пусть на плоскости даны две точки {\displaystyle A} и {\displaystyle B}. Рассмотрим все точки {\displaystyle P} этой плоскости, для каждой из которых отношение
{\displaystyle k={\frac {PA}{PB}}}
есть фиксированное положительное число.
При {\displaystyle k=1} эти точки заполняют срединный перпендикуляр к отрезку {\displaystyle AB}; в остальных случаях указанное геометрическое место — окружность, называемая окружностью Аполлония.

## Замечания
- Точки {\displaystyle A} и {\displaystyle B} называются фокусами окружности Аполлония.

## Свойства
- Радиус окружности Аполлония равен {\displaystyle R={\frac {k}{|k^{2}-1|}}\cdot AB.}
- Отрезок {\displaystyle PC} между точкой на окружности и точкой пересечения окружности с прямой {\displaystyle AB} является биссектрисой самого угла {\displaystyle \angle APB} или угла, смежного с ним.
- Инверсия относительно окружности Аполлония меняет точки {\displaystyle A} и {\displaystyle B} местами.
- Центр данной окружности лежит на прямой, соединяющей эти две точки.

## О доказательствах
- Одно из доказательств основано на свойстве внутренней и внешней биссектрисы треугольника, а именно то что биссектриса делит противоположную сторону в отношении пропорциональном прилежащим к ней сторонам.[1]
- Существует доказательство, основанное на свойстве инверсии.[2]
- Также существует довольно простое доказательство прямым подсчётом в координатах.

## Приложения
- Часто используется в анализе построений с помощью циркуля и линейки. В частности одно из решений задачи Брахмагупты основано на построении окружности Аполлония.

- Окружность Аполлония находит применение при решении задачи сближения на плоскости с использованием стратегии параллельного сближения.